# أليس زاحف
الأليس الزاحف نوع نباتي يتبع جنس الأليس من الفصيلة الصليبية.

## البيئة والانتشار
موطنه تركيا واليونان وإيطاليا وشرق أوروبا.